# 西郡村 (岐阜県)
西郡村（さいぐんむら）は、かつて岐阜県揖斐郡にあった村である。
現在の揖斐郡大野町西北、第4区に該当する。

## 歴史
江戸時代末期、この地域は美濃国大野郡であり、尾張藩領、大垣藩領、野村藩領、岩村藩領、旗本領などが混在した地域であった。村名は、鎌倉時代頃に存在した荘園「西郡荘」に由来する。
- 1897年（明治30年）4月1日 - 牛洞村、瀬古村、中之元村、松山村が合併し発足。
- 1954年（昭和29年）4月1日 - 大野町、富秋村、豊木村と合併し、改めて大野町が発足。同日西郡村廃止。

## 交通機関
- 名古屋鉄道
  - 揖斐線：中之元駅

## 教育
- 西郡村立西郡小学校（現・大野町立西小学校）
- 組合立揖東中学校（現・大野町立揖東中学校）